# スターTV (トルコ)
スターTV(Star TV)は、1989年に発売されたトルコのテレビチャンネルである。チャンネルは2011年以来ドゥース・メディア・グループによって所有されている。